# Südthüringen

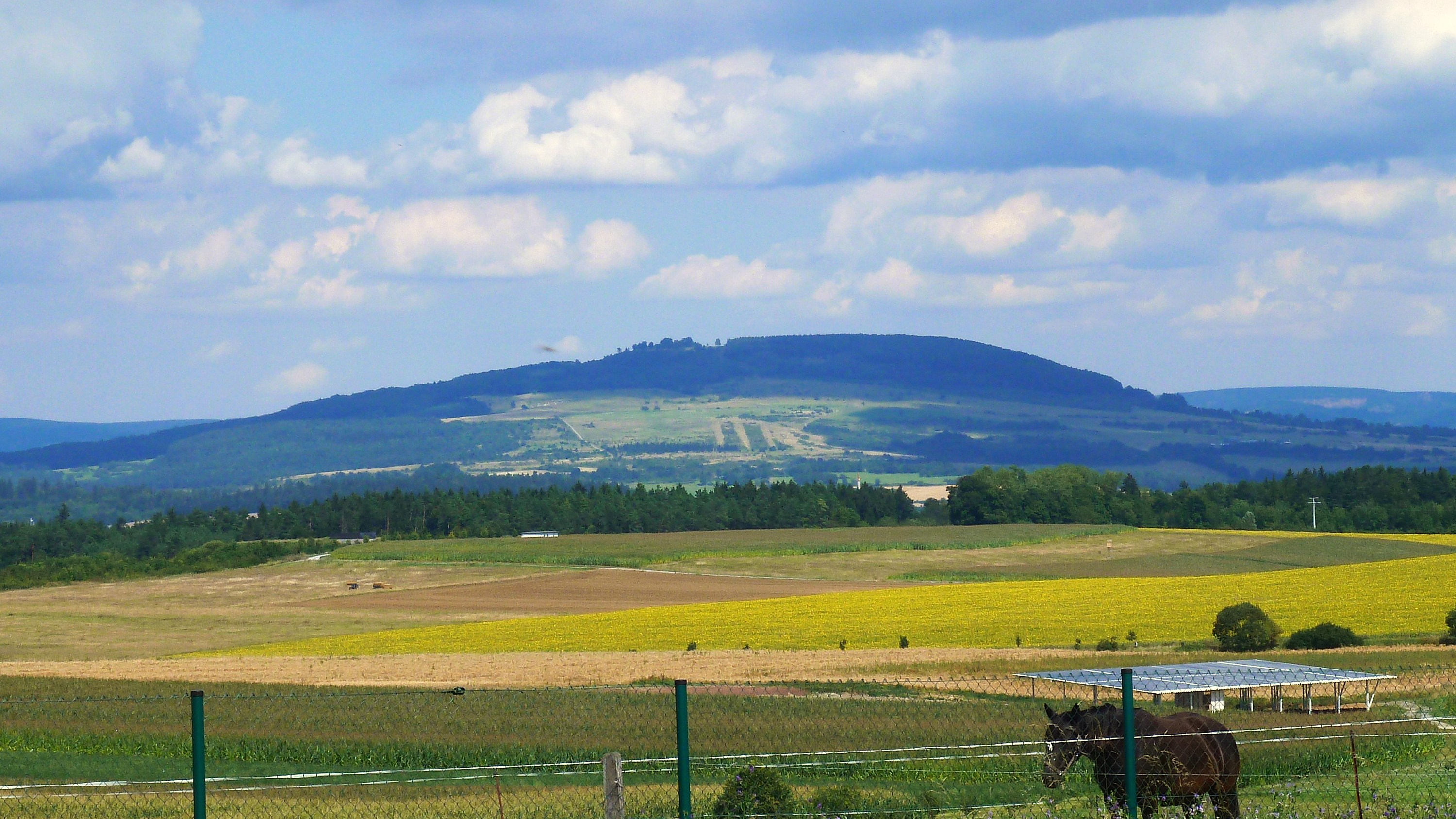
Der Dolmar bei Kühndorf, Christes und Metzels im Kreis Schmalkalden-Meiningen zwischen den Mittelgebirgen Rhön und Thüringer Wald

Als Südthüringen werden üblicherweise alle Gebiete im Freistaat Thüringen südlich des Rennsteiges bezeichnet. Das Gebiet ist nahezu identisch mit der Planungsregion Südwestthüringen im Freistaat Thüringen, wenn man aus dieser das Gebiet des Wartburgkreises herausnimmt. Historisch deckt sich Südthüringen überwiegend mit dem Henneberger Land und der nördlichen Hälfte der Pflege Coburg.

## Entstehung und Bedeutung des Begriffs Südthüringen
Der Begriff Südthüringen bezeichnet den südlichsten Teil des 1990 gegründeten Freistaats Thüringen, welcher wiederum in etwa dem 1920 gegründeten Land Thüringen entspricht. Er hat sich in seiner heutigen Bedeutung erst seit der Deutschen Wiedervereinigung als eine Bezeichnung für das Gebiet des ehemaligen Bezirks Suhl der Deutschen Demokratischen Republik etabliert und bezeichnet somit in etwa die Landschaft, die sich südlich des Kammes des Thüringer Waldes befindet, einschließlich der Thüringer Rhön.

## Geographie

### Grenzen und Landschaft

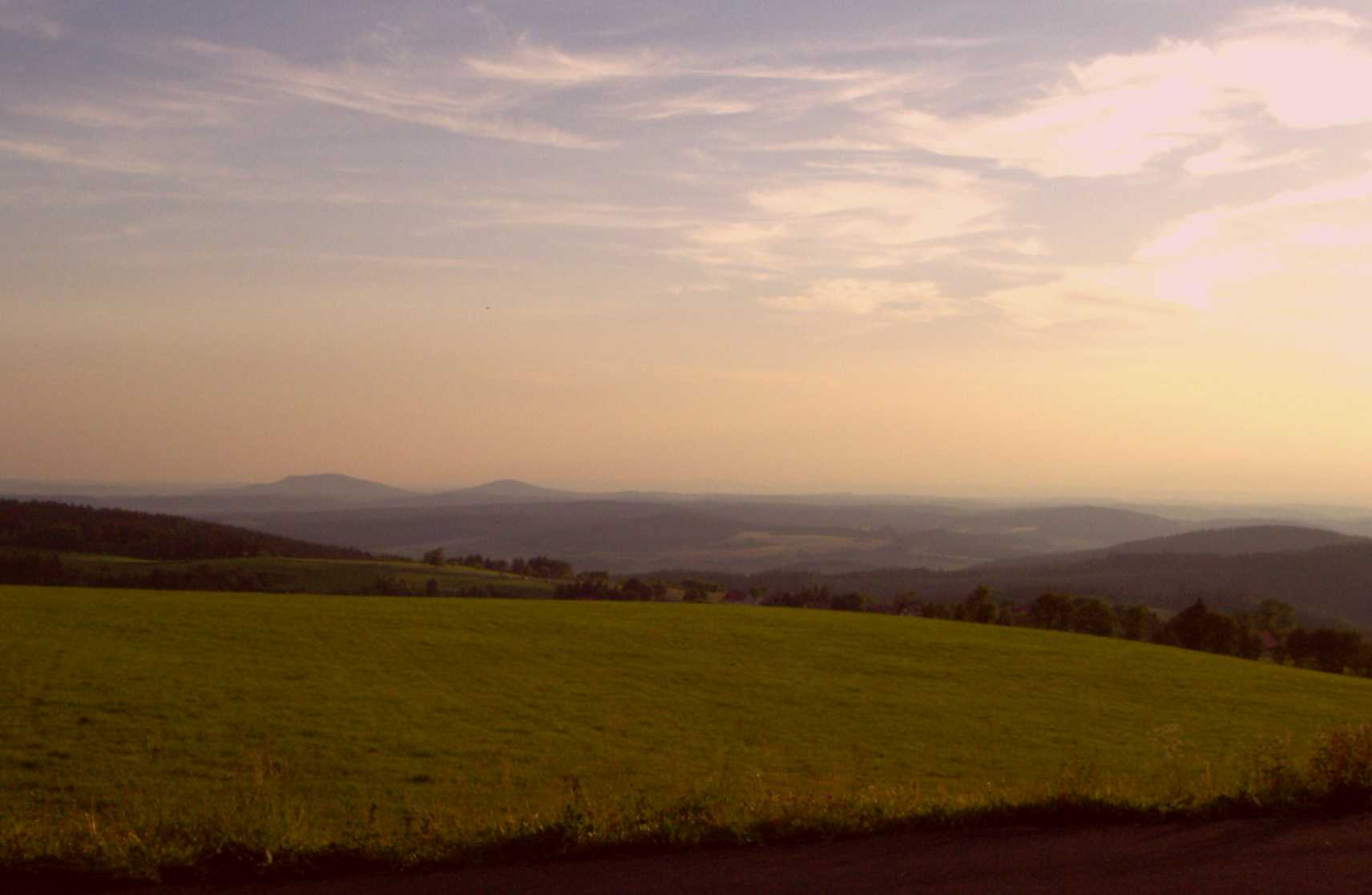
Blick vom Thüringer Schiefergebirge auf Buntsandsteinvorland und (dahinter) das von den Gleichbergen überragte Grabfeld

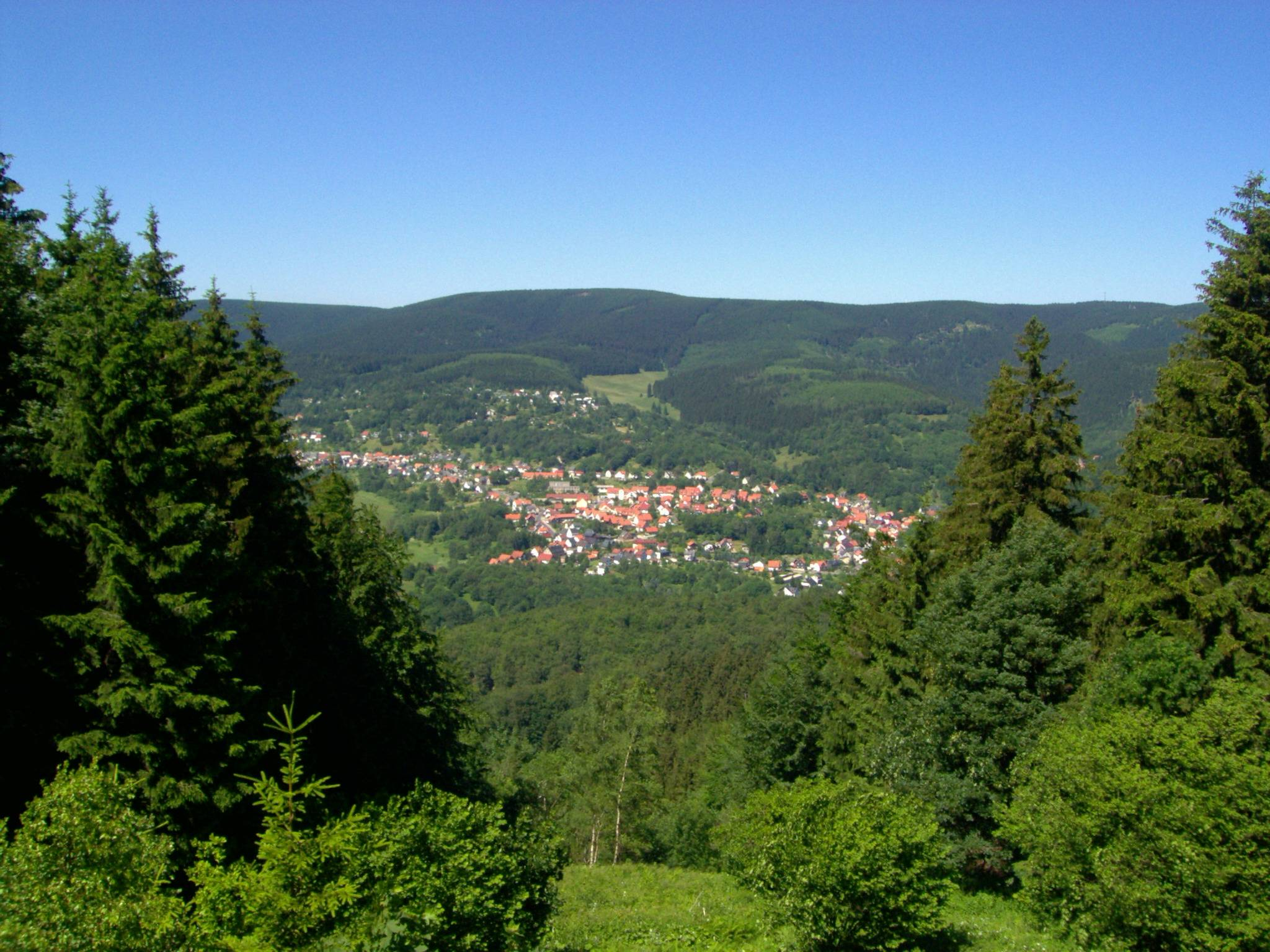
Der Große Beerberg (983 m), höchster Berg des Thüringer Waldes von Süden; nach links der Nebengipfel Wildekopf (943 m); im Vordergrund Suhl-Goldlauter

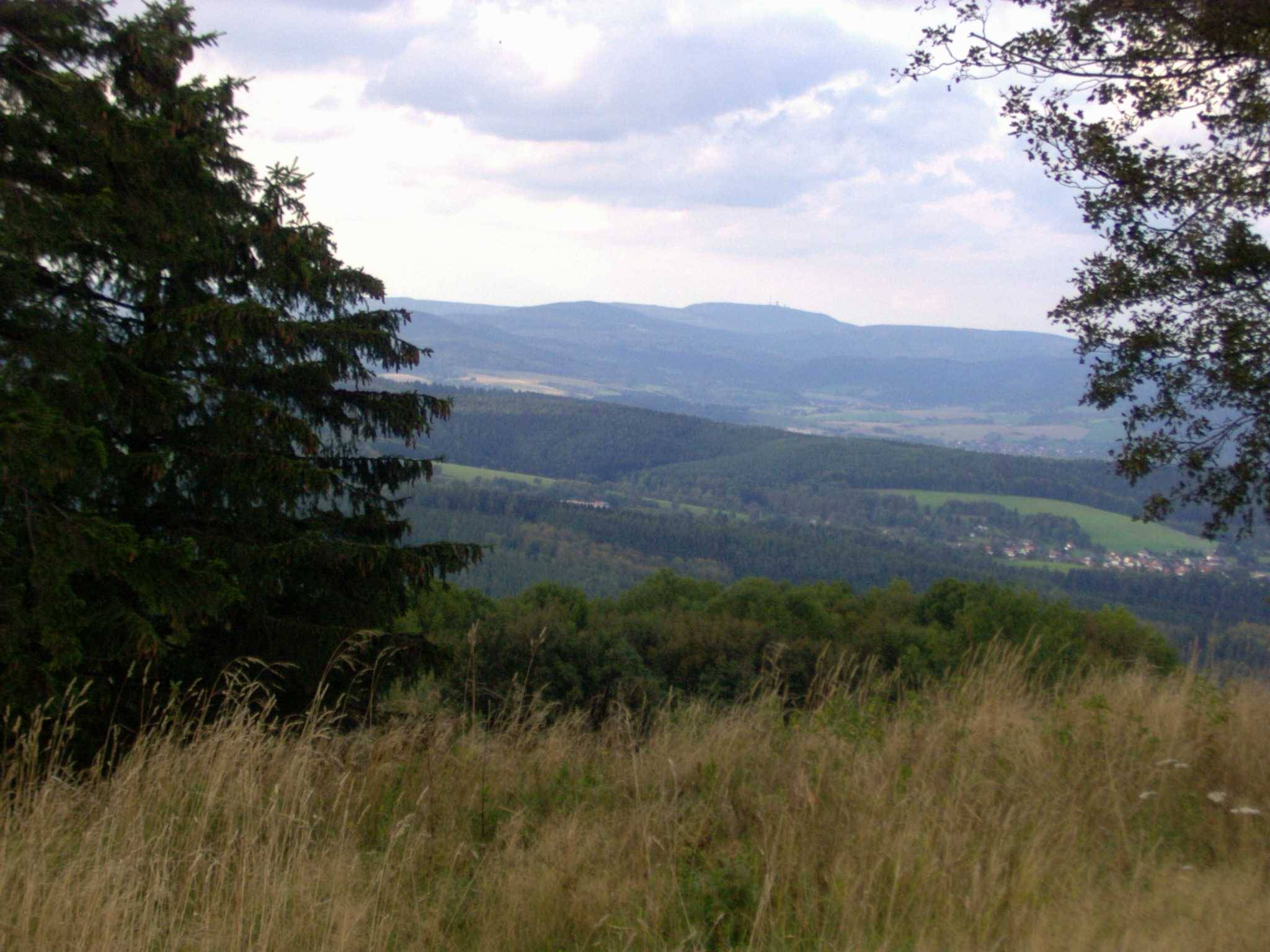
Der Große Inselsberg (916 m) im äußersten Nordwesten des Thüringer Waldes, vom Dolmar aus gesehen.

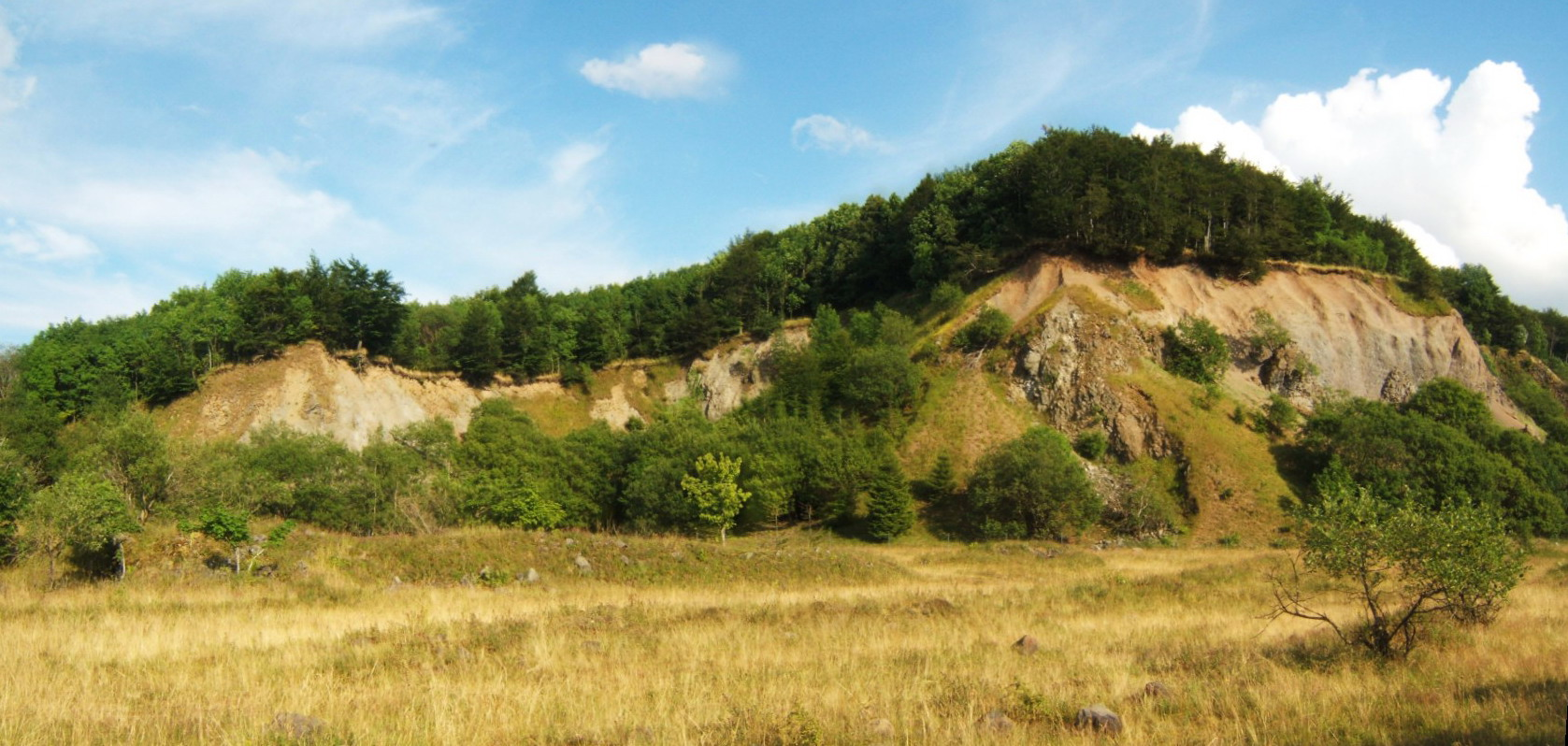
Der Umpfen (701 m) in der Vorderen Rhön

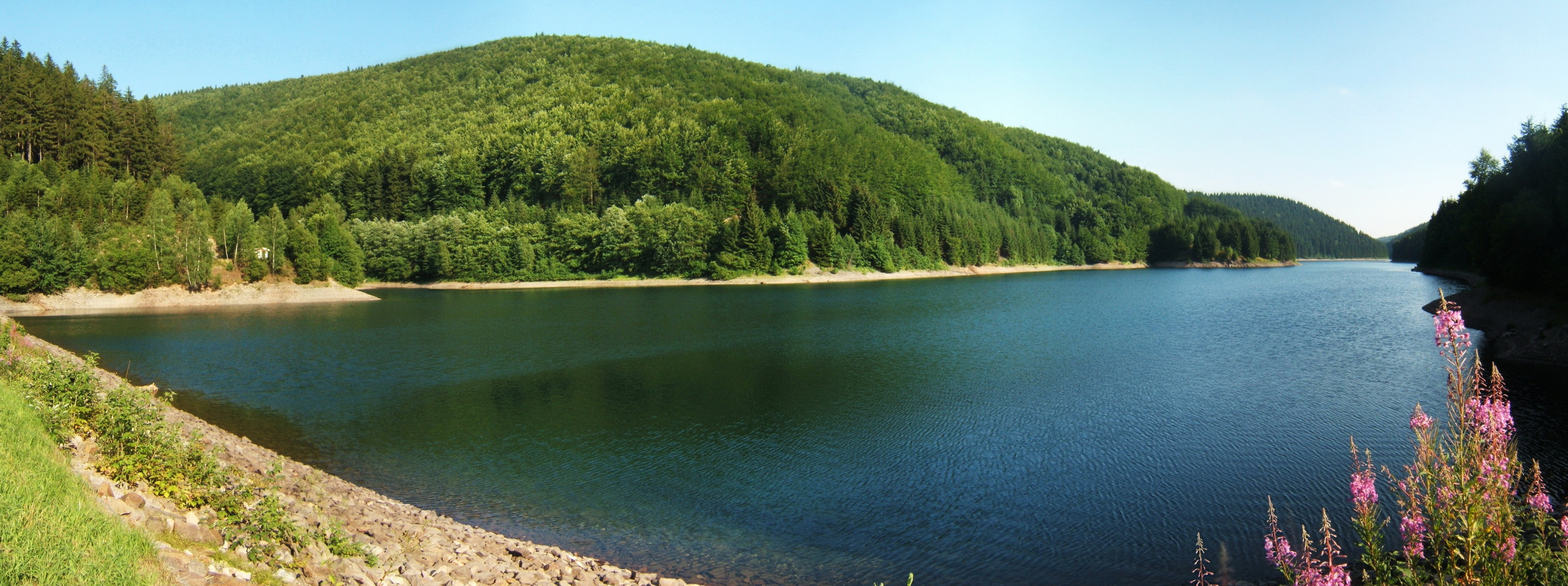
Die Talsperre Schönbrunn vom Damm der Vorsperre Schleusegrund aus gesehen

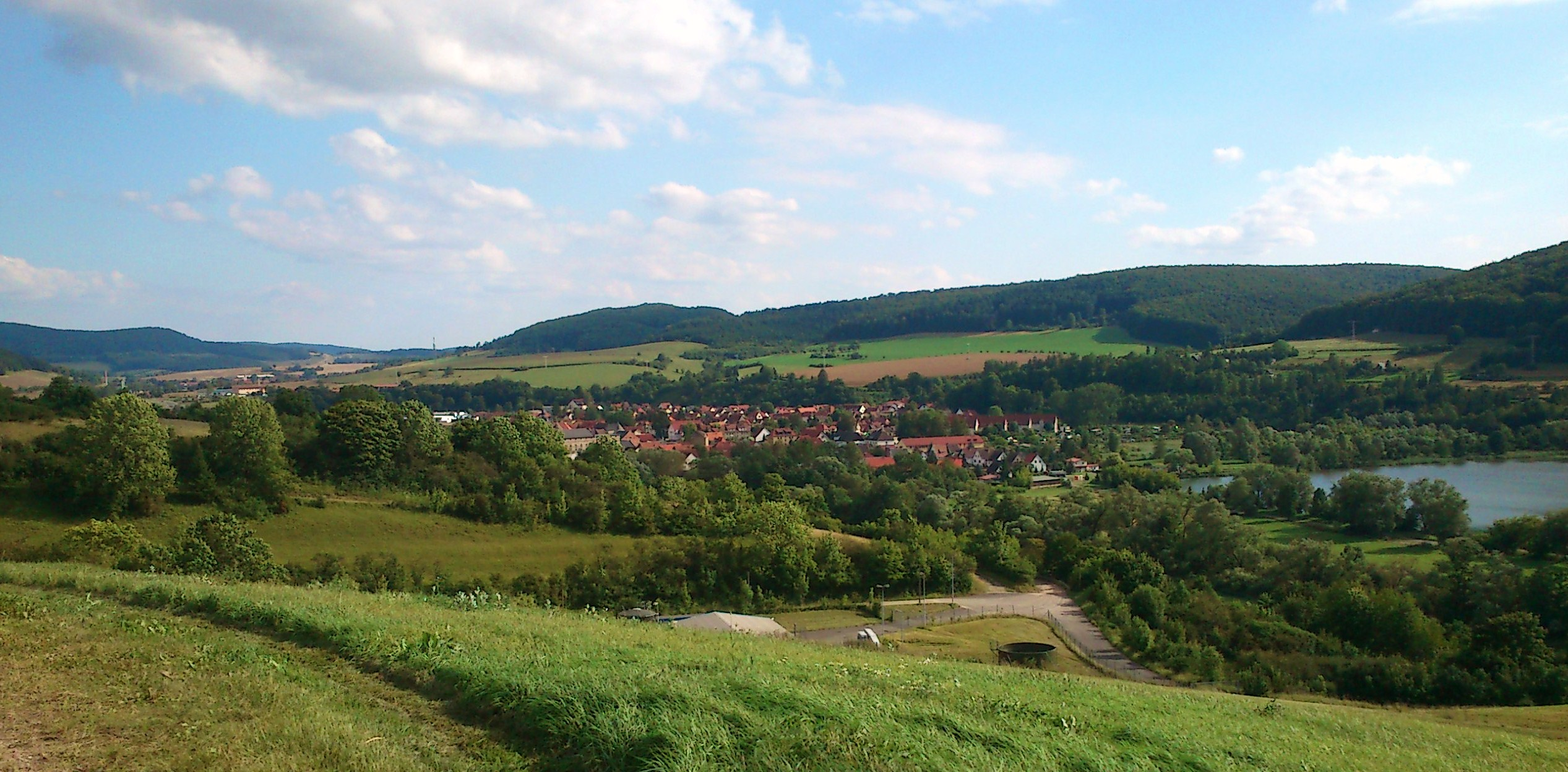
Werratal bei Meiningen mit Blick auf Untermaßfeld

Südthüringen erstreckt sich im Süden des deutschen Bundeslandes Thüringen über eine Fläche von etwa 3000 km². Es umfasst im Wesentlichen die Landkreise Schmalkalden-Meiningen, Hildburghausen und Sonneberg sowie die kreisfreie Stadt Suhl als Kernregion. Auch der südliche Teil des Wartburgkreises (Gebiet südlich von Bad Salzungen in der Thüringer Rhön) wird zumeist Südthüringen zugeordnet. Definiert man den Rennsteig nach rein geographischen Kriterien als exakte Nordgrenze der Region, so werden die südlich dieses historischen Grenzweges gelegenen Gemeinden des Ilm-Kreises ebenfalls hinzugerechnet, während die nördlich des Rennsteigs gelegenen Gebiete des ehemaligen Kreises Neuhaus im heutigen Landkreis Sonneberg nicht zur Region zählen.
Während mit dem über den Hauptkamm von Thüringer Wald und Thüringer Schiefergebirge verlaufenden Rennsteig eine sehr klare Nordostgrenze besteht, ist der Übergang im Süden und Westen zu den angrenzenden Regionen fließend und nicht genau definierbar. Einzelne Grenzgebiete der heutigen Regionen Osthessen, Unterfranken und Oberfranken waren zeitweise Bestandteile des historischen Henneberger Landes. Der im Südosten gelegene oberfränkische Landkreis Coburg als Territorium des sächsischen Herzogtums Sachsen-Coburg und Gotha, welches bis 1920 einer der acht Thüringischen Staaten war und bereits 1353 direkt zum Kurfürstentum Sachsen kam, gehörte bis 1291 ebenfalls zur Grafschaft Henneberg. Auch im Südwesten und Westen gehörten nennenswerte Teile des Grabfeldes und der bis zu 751 m hohen Vorderen Rhön (jedoch nur Minimalanteile der Kuppenrhön und der Hohen Rhön) in Unterfranken und Osthessen zur Region.

### Landschaftsgliederung
Insgesamt weist der Süden Thüringens neben der Hauptgliederung Thüringer Wald, Thüringer Schiefergebirge, Werratal, Rhön und Grabfeld im Wesentlichen neun Landschaftsuntergliederungen auf, die zu fünf Kategorien zusammengefügt werden können. Zudem beginnt östlich der Steinacher Flur im Landkreis Sonneberg der Frankenwald. Der Süden des Landkreises Sonneberg, das Sonneberger Unterland, gehört zum Obermainischen Hügelland.
Der bis zu 983 m (Großer Beerberg) hohe Thüringer Wald und das bis zu 869 m (Großer Farmdenkopf) hohe Thüringer Schiefergebirge überragen ihr Vorland meist um 300 bis 400 Meter. Während der Thüringer Wald als Bruchgebirge nur eine maximale Breite von zirka 20 km erreicht, ist das Thüringer Schiefergebirge mit teils über 50 Kilometern ein wesentlich breiterer Gebirgszug, der von engen, tiefen Tälern und weiten, teils unbewaldeten Hochflächen geprägt ist. Im Süden des Landkreises Sonneberg beginnt das Obermainische Hügelland respektive das Neustadt-Sonneberg-Becken. Die Steinacher Flexur trennt im Landkreis Sonneberg den Frankenwald vom Hohen Thüringer Schiefergebirge.
Das Buntsandsteinvorland am Südrand des Thüringer Waldes und das Salzunger Werrabergland schließen sich direkt an das Gebirge an und fallen zum Werratal hin kontinuierlich bis auf eine Höhe zwischen 430 m (Eisfeld) und 240 m (Bad Salzungen) über NN ab. An sanften Hängen öffnen sich hier die Täler in breite Wiesenauen, und es entstanden durch Salzauslaugungen einige kleine Seen. Nur wenige Erhebungen dieser Zone übersteigen die 550-m-Marke, sodass aus der Ferne lediglich der Dolmar bei Meiningen mit 739 m hervortritt.
Links der Werra erstreckt sich etwas oberhalb von Meiningen bis Eisfeld die durch Muschelkalk geprägte Werra-Gäuplatten (auch Meininger Kalkplatten genannt). Dieses Plateau erhebt sich mit vielen schmalen Tälern zu einer Hochfläche von etwa 400–500 Metern über NN. Weiter südöstlich wird diese Zone durch das ebenfalls muschelkalkhaltige Sonneberger Hinterland (Schalkauer Thüringer-Wald-Vorland oder Schalkauer Plateau, zwischen Eisfeld und Sonneberg) abgelöst.
Südlich dieser Platte schließt sich das nochmals deutlich flachere Grabfeld und der zu Thüringen gehörende Anteil des Itz-Baunach-Hügellandes an. Nur hier ist es durch die weite, offene Landschaft und ein trocken-warmes Klima in nennenswertem Umfang möglich, Landwirtschaft zu betreiben, was den meisten anderen Teilen der Region vorenthalten bleibt. Lediglich einige erloschene Vulkane (Gleichberge, Straufhain) überragen mit bis zu 679 m über NN diese flachwellige Landschaft deutlich.
Westlich des Werratales liegt das Basaltkuppenland der Vorderen Rhön, dem sich die Hohe Rhön im Länderdreieck zu Hessen und Bayern anschließt. In der Vorderrhön trifft man auf bis zu 751 m (Gebaberg) und in der Hohen Rhön bis zu 816 m (Ellenbogen) hohe Vulkanberge, deren Umgebung durch Weideland, steinige Bergäcker und Ödland geprägt ist.

### Gewässer

#### Einzugsgebiet der Weser – Obere Werra
Abgegrenzt durch den Rennsteig im Nordosten als Teil der Wasserscheide Elbe-Weser gehört der größte Teil Südthüringens zum Stromgebiet der oberen Werra. Über etwa 120 Kilometer begleitet der Oberlauf des bei Masserberg entspringenden Flusses den Landstrich. Die Werra ist zur Rechten durch Thüringer Schiefergebirge, Thüringer Wald und Vorland des Thüringer Waldes, zur Linken durch die nordöstlichen Ausläufer der Rhön in das sich nördlich von Meiningen zu einer ausgedehnten Aue öffnende Tal der mittleren Werra eingebettet.
Aus Thüringer Wald und Schiefergebirge nimmt die Werra die Schleuse und die Hasel sowie einige kleinere Bäche auf. In ihrem Oberlauf speist die Schleuse die der Trinkwasserversorgung dienende Talsperre Schönbrunn, in ihrem Mittellauf den auch als Naherholungsziel bekannten Ratscher bei Schleusingen, während unmittelbar südlich des Adlersberg-Massives bei Suhl die Erle die kleinere Talsperre Erletor passiert.
Da die meisten Berge in Thüringer Schiefergebirge und Thüringer Wald – anders als die Kuppen der Rhön – durch tiefe Täler voneinander getrennt werden, spielen jene Flusstäler hier besonders als Verkehrswege (Straßen, Eisenbahnstrecken), aber auch als Siedlungsraum (zahlreiche langgezogene Straßendörfer) eine wichtige Rolle.
Die linken Nebenflüsse der oberen Werra sind mehrheitlich kurze Bäche. Erst westlich von Bad Salzungen nimmt die mittlere Werra mit Felda und Ulster größere Zuflüsse aus der Nordrhön auf.

#### Einzugsgebiet des Mains
Im Südosten Südthüringens verläuft die Wasserscheide Rhein-Weser über eine Linie zwischen dem 865 m hohen Bleßberg im Thüringer Schiefergebirge und den mit bis zu 679 m das Grabfeld überragenden Gleichbergen bei Römhild.
Jenseits dieser Linie fließen (von Ost nach West geordnet) aus dem Thüringer Schiefergebirge die Flüsse Engnitz, Rögitz, Steinach, Göritz, Röthen, und Grümpen durch zunächst tiefe, landschaftsprägende Täler in Richtung Itz bzw. Main. Die Itz entspringt zwar noch am Westhang des Bleßberges, verlässt jedoch das Mittelgebirge sofort in Richtung Süden.
In flacheren Gefilden folgen schließlich Rodach, Kreck und Milz und passieren das zum Grabfeld gehörige Heldburger Land.
Dieses Gebiet gehört als einziger Teil Thüringens zum Einzugsgebiet des Main und damit zur Flussgebietseinheit Rhein.

#### Einzugsgebiet der Saale
Die Wasserscheide Rhein-Elbe verläuft entlang des Rennsteiges im Thüringer Schiefergebirge von Ernstthal aus durch Neuhaus am Rennweg über die Hochfläche um Scheibe-Alsbach/Steinheid bis hin zum 868 m hohen Kieferle im Süden.
Bereits nördlich dieser Linie liegt das zur Flussgebietseinheit Elbe gehörende sehr tiefe Tal der Schwarza, aus deren Oberlauf sich am 869 m hohen Großen Farmdenkopf das mit 877 m über NN noch etwas höhere Pumpspeicherwerk Goldisthal speist, das das größte seiner Art in Deutschland ist und als Puffer in der Stromversorgung der Region eine wichtige Rolle einnimmt. Überdies ist das Oberbecken seiner unvergleichlichen Rundumsicht wegen ein beliebtes Ausflugsziel.
Die ebenfalls aus dem Oberlauf des Flusses gespeiste Talsperre Scheibe-Alsbach wird demgegenüber unter anderem als Badesee genutzt.

### Erhebungen
Bekanntere Gipfel Südthüringens, die auch als Aussichtspunkte Bedeutung erlangt haben, sind unter anderem der Bleßberg mit (866,9 m) östlich von Eisfeld, der zusammen mit seiner Funkanlage insgesamt 1060 Metern über NN misst und den höchsten Punkt Südthüringens markiert. Hinzu kommt der Eselsberg (841,5 m) und der Simmersberg (781 m) bei Masserberg, der Adlersberg (849 m) nahe Suhl, der Ruppberg (865 m) bei Zella-Mehlis und der Große Inselsberg (916 m) bei Brotterode. Hinzu kommt der solitär zwischen Thüringer Wald und Rhön östlich von Meiningen stehende geologisch zur Rhön gehörende Dolmar (739 m). Bekannt sind außerdem die Gleichberge bei Römhild, die dort weit aus der Landschaft ragen.

## Städte
Wichtigste Städte Südthüringens sind heute die seit 2024 als Oberzentrum Südthüringen zusammengefassten Städte Suhl, Zella-Mehlis, Schleusingen, Oberhof, Meiningen und Schmalkalden sowie die Mittelstädte Hildburghausen und Sonneberg. Die kreisfreie Stadt Suhl als ehemalige Bezirksstadt war jahrzehntelang das bedeutendste Wirtschafts-, Veranstaltungs- (Congress Centrum Suhl) und Verwaltungszentrum und ein Straßenknoten der Region. Die Kreisstadt Sonneberg ist ein zur Metropolregion Nürnberg gehörendes Wirtschaftszentrum. Sonneberg ist ein traditionelles Zentrum der Spielzeugindustrie und bildet mit dem direkt angrenzenden oberfränkischen Neustadt eine urbane Einheit. Die ehemalige Residenzstadt und heutige Kreisstadt Meiningen mit dem berühmten Meininger Staatstheater ist das kulturelle Zentrum der Region, ein bedeutender Verkehrsknoten, ein Zentrum der Hightech-Industrie, ein Behörden- und Bildungsstandort und das Justizzentrum von Südthüringen.
| Stadt                | Einwohner 31. Dezember 2024 | Landkreis              |
| -------------------- | --------------------------- | ---------------------- |
| Suhl                 | 34.685                      | kreisfrei              |
| Meiningen            | 25.002                      | Schmalkalden-Meiningen |
| Sonneberg            | 22.843                      | Sonneberg              |
| Bad Salzungen        | 22.557                      | Wartburgkreis          |
| Schmalkalden         | 19.323                      | Schmalkalden-Meiningen |
| Zella-Mehlis         | 12.157                      | Schmalkalden-Meiningen |
| Hildburghausen       | 11.632                      | Hildburghausen         |
| Schleusingen         | 10.225                      | Hildburghausen         |
| Steinbach-Hallenberg | 9130                        | Schmalkalden-Meiningen |
| Neuhaus              | 8468                        | Sonneberg              |
| Bad Liebenstein      | 7662                        | Wartburgkreis          |
| Eisfeld              | 7181                        | Hildburghausen         |
| Römhild              | 6383                        | Hildburghausen         |
| Großbreitenbach      | 5884                        | Ilm-Kreis              |
| Brotterode-Trusetal  | 5571                        | Schmalkalden-Meiningen |
| Kaltennordheim       | 5562                        | Schmalkalden-Meiningen |
| Wasungen             | 5342                        | Schmalkalden-Meiningen |
| Vacha                | 4891                        | Wartburgkreis          |
| Geisa                | 4708                        | Wartburgkreis          |
| Steinach             | 3456                        | Sonneberg              |
| Heldburg             | 3261                        | Hildburghausen         |
| Lauscha              | 3133                        | Sonneberg              |
| Schalkau             | 3111                        | Sonneberg              |
| Themar               | 2664                        | Hildburghausen         |
| Oberhof              | 1592                        | Schmalkalden-Meiningen |
| Ummerstadt           | 455                         | Hildburghausen         |

- Einwohnerstand vom 31. Dezember 2024. (veröffentlicht nach der Datenbasis des Mikrozensus 2022)[5]

## Geschichte

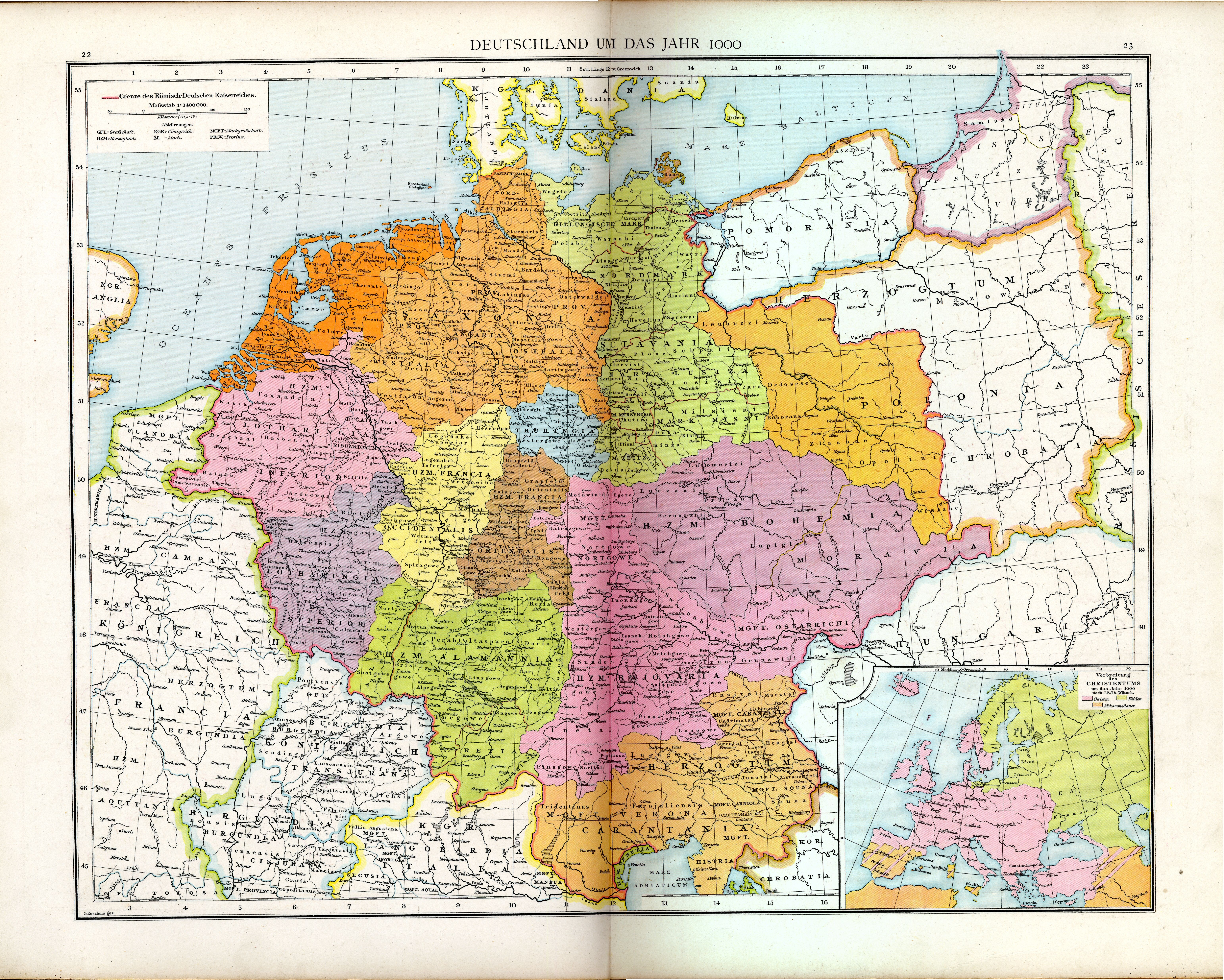
Gaugrafschaften im Heiligen Römischen Reich um 1000 – Die Grenze zwischen dem Grabfeld und Thüringen verlief südlich von Bad Salzungen und entlang des Kammes des Thüringer Waldes

Im 6. Jahrhundert begann, nach nur schwacher prähistorischer, bronzezeitlicher und eisenzeitlicher Besiedlung, eine stärkere Welle von Ortsgründungen durch Alemannen, Chatten und Thüringern, wobei die schriftlichen Überlieferungen erst im späten 8. Jahrhundert, während der Fränkischen Ostkolonisation, einsetzten. Hauptsächlich wurde der heutige Süden Thüringens vom Main her fränkisch besiedelt. Die Region stand vom 8. bis 11. Jahrhundert unter dem Einfluss der fränkischen Machtzentren Fulda, Bamberg, Würzburg und Hersfeld, von wo aus auch die christliche Missionierung durch die Missionare Sankt Kilian und Bonifatius ausging. Die weltliche Macht lag zumindest zum Teil weiterhin bei Grafen, die z. B. den Schwabengau und den Grabfeldgau verwalteten.
Mit Ausnahme von Meiningen und Walldorf, die bis Mitte des 16. Jahrhunderts dem fränkischen Hochstift Würzburg angehörten, übernahmen Ende des 11. Jahrhunderts die Grafen von Henneberg im nördlichen Grabfeld und den angrenzenden Gebieten die weltliche Herrschaft. Die Gebiete östlich des Grabfeldes kamen als Erbe der Markgrafen von Schweinfurt an die Herzöge von Andechs-Meranien und nach deren Aussterben ebenfalls an die Grafen von Henneberg. Die von ihnen begründete Grafschaft Henneberg existierte etwa 500 Jahre bis zum Abbrechen der männlichen Erbfolge im Jahr 1583. Laut Kahlaer Vertrag kamen nun die noch hennebergisch gebliebenen Gebiete unter wettinische Hoheit, die ihren Regierungssitz in Meiningen einrichteten. Daraus entstanden ab 1680 die ernestinische Staaten Sachsen-Meiningen, Sachsen-Hildburghausen und Sachsen-Römhild. Sie gingen später zum größten Teil in den Herzogtümern Sachsen-Meiningen, dessen Territorium den größten Teil des heutigen Südthüringen einnahm, und Sachsen-Coburg und Gotha auf. Schmalkalden und seine Umgebung kamen zu Hessen-Kassel (1866 zu Preußen), die Stadt Suhl mit dem angrenzenden Landkreis Schleusingen zur preußischen Provinz Sachsen und die nördliche Rhön im Gebiet um Dermbach und Vacha wurde im Kreis Eisenach Teil des Großherzogtums Sachsen-Weimar-Eisenach.
1918 wurden die sieben thüringischen Herzog- und Fürstentümer zu Frei- und Volksstaaten, die 1920 gemeinsam das Land Thüringen gründeten. In ihm gingen auch die Sachsen-Meiningschen Gebiete auf. Der Landkreis Schmalkalden in der Provinz Hessen-Nassau und der Landkreis Schleusingen mit der Stadt Suhl in der Provinz Sachsen blieben zunächst preußische Exklaven in thüringischem Gebiet. 1944 wurden die Provinzen Hessen-Nassau und Sachsen per Führererlass aufgelöst und der Kreis Schmalkalden sowie der Kreis Schleusingen mitsamt dem gesamten Regierungsbezirk Erfurt dem Reichsstatthalter von Thüringen unterstellt. Mangels formaler Zustimmung des preußischen Ministerpräsidenten blieb dies aber staatsrechtlich unwirksam. Die Gebiete hatten allerdings zuvor schon zum nun geografisch deckungsgleichen und im NS-Staat politisch bedeutsameren NSDAP-Gau Thüringen gehört. Im Juli 1945 sanktionierte die sowjetische Besatzungsmacht die Zuteilung der ehemals preußischen Gebiete zum Land Thüringen. Damit bildete der heutige südthüringer Raum nun ein einheitliches Verwaltungsgebilde.
1952 wurde das Verwaltungssystem der DDR reformiert. Die Länder, also auch das Land Thüringen, wurden aufgelöst und durch Bezirke ersetzt. Der Südwesten des Landes Thüringen bildete fortan den neu gebildeten Bezirk Suhl. Der Zuschnitt der Landkreise wurde verändert, unter anderem wurde im Nordwesten des Bezirkes Suhl der Kreis Bad Salzungen aus Teilen der Landkreise Meiningen und Eisenach neu gebildet. Suhl wurde Bezirksstadt und kreisfrei, sein Umland bildete den neuen Kreis Suhl-Land.
1990 wurde das Land Thüringen im Zuge der Wiedervereinigung Deutschlands wiederhergestellt. 1994 erfolgte eine Kreisreform in Thüringen, bei der die heutigen Landkreise gebildet wurden. Hierbei wurde der Landkreis Hildburghausen um den Hauptteil des Kreises Suhl-Land und Teile des bisherigen Landkreises Meiningen erweitert, der Landkreis Schmalkalden-Meiningen aus den Kreisen Schmalkalden und Meiningen sowie Teilen des Kreises Suhl-Land gebildet, der Landkreis Sonneberg um Teile des Landkreises Neuhaus am Rennweg erweitert. Suhl blieb kreisfrei, der Kreis Bad Salzungen verschmolz mit dem nördlich angrenzenden westthüringischen Kreis Eisenach zum Wartburgkreis, der damit weitgehend den Zuschnitt des 1952 aufgelösten Landkreises Eisenach erhielt.
Im Vorfeld der Gebietsreform in Thüringen gab es unter anderem den Vorschlag, aus der Stadt Suhl und den Landkreisen Schmalkalden-Meiningen, Hildburghausen und Sonneberg einen gemeinsamen Landkreis zu bilden. Die von der Rot-rot-grünen Landesregierung vorgesehene Kreisreform wurde jedoch gestoppt, lediglich eine Reihe von Gemeindezusammenschlüssen und Eingemeindungen wurde vollzogen.
2024 wurde das Oberzentrum Südthüringen aus den sechs Städten Suhl, Zella-Mehlis, Schleusingen, Oberhof, Meiningen und Schmalkalden gebildet.

## Kultur

### Dialekte und Mundarten
Für den Südthüringer Raum sind die ostfränkischen Dialekte Itzgründisch, Hennebergisch und Grabfeldisch kennzeichnend. Im Bad Salzunger Raum werden die Mischdialekte Westthüringisch und Rhöner Platt gesprochen. Im Landkreis Sonneberg wird auf dem Gebiet der Gemeinde Heinersdorf östlich der Bamberger Schranke ein oberfränkischer Dialekt gesprochen.

### Sehenswürdigkeiten

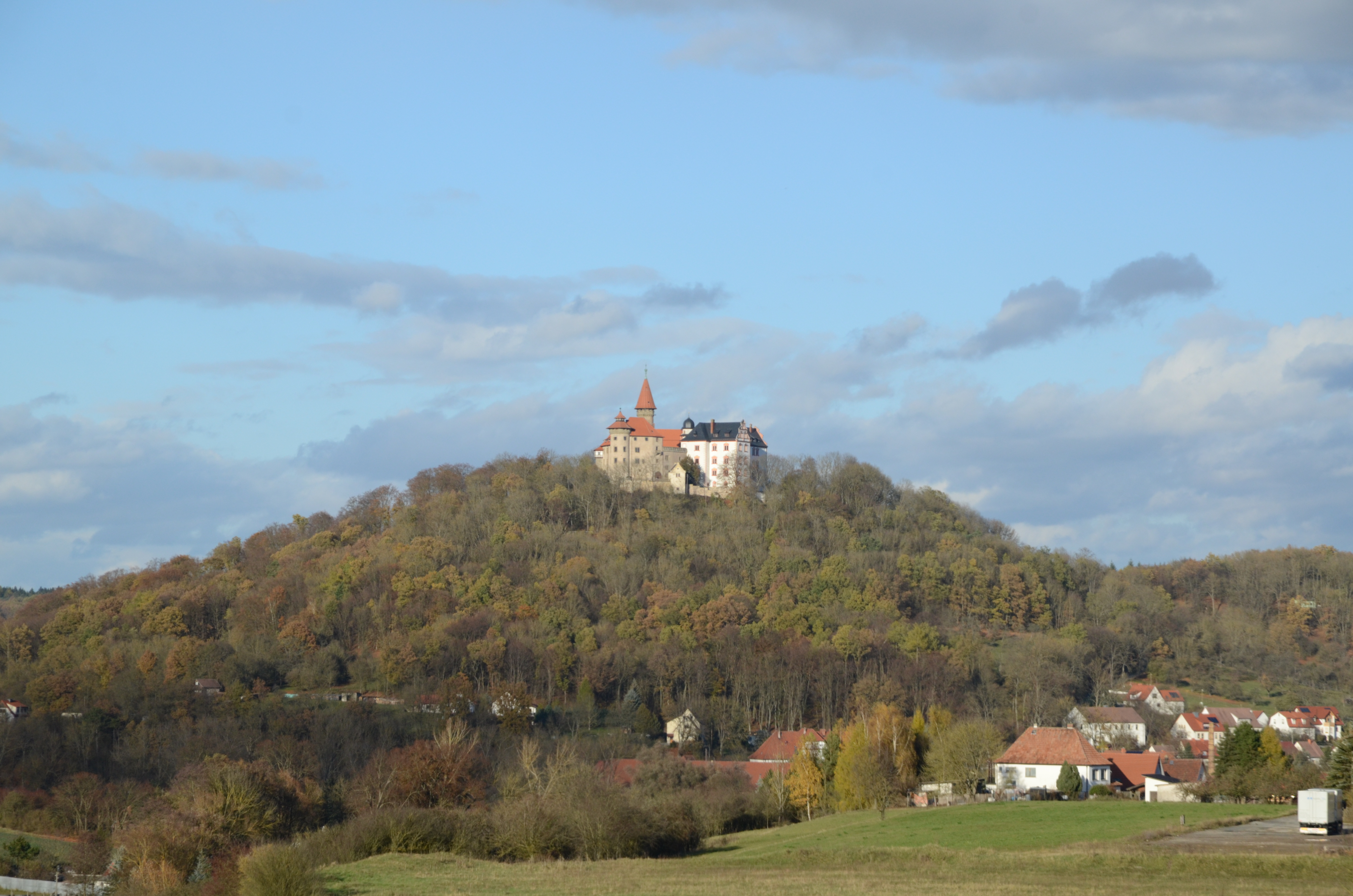
Die Veste Heldburg im Landkreis Hildburghausen, seit dem 14. Jahrhundert auch „Fränkische Leuchte“ genannt

Südthüringen weist eine hohe Dichte an Kulturdenkmälern auf. Es gibt zahlreiche Burgen und Burgruinen (allerdings sind diese alle kleinere Burganlagen) sowie sehenswerte Schlösser (zum Beispiel die Schlösser Elisabethenburg und Landsberg in Meiningen, Schloss Wilhelmsburg in Schmalkalden, Schloss Bertholdsburg in Schleusingen, Park und Schloss Altenstein bei Bad Liebenstein). In Suhl kann außerdem das Waffenmuseum Suhl sowie das Fahrzeugmuseum besichtigt werden. Schmalkalden ist für sein Schloss und vor allem für seinen historischen Fachwerk-Stadtkern bekannt. Meiningen besitzt neben dem Staatstheater und den Schlössern noch zahlreiche weitere Repräsentativbauten, Parkanlagen, ein Theatermuseum, mit den Meininger Museen die umfangreichste Kunstsammlung Thüringens und dem Dampflokwerk sowie der Dampflok Erlebniswelt wichtige Sehenswürdigkeiten für Technikbegeisterte. Mit der Bakuninhütte findet sich hier auch ein Denkmal der Gegenkultur. Das Hennebergische Freilichtmuseum in Kloster Veßra zeigt, unter anderem, Ausschnitte des mittelalterlichen Lebens in der Region des heutigen Südthüringen. Im Landkreis Sonneberg sind unter anderem das Deutsche Spielzeugmuseum und das Astronomie-Museum in der ehemaligen Weltspielwarenstadt Sonneberg sowie das Museum für Glaskunst in Lauscha als besondere Sehenswürdigkeiten hervorzuheben.

## Verkehr

### Straße
Die wichtigen Verkehrsachsen für Südthüringen stellen die mit zahlreichen Brückenbauwerken und dem Rennsteigtunnel als längstem Straßentunnel Deutschlands neu erbauten Autobahnen A 71 Sangerhausen–Erfurt–Schweinfurt sowie A 73 Suhl–Bamberg–Nürnberg dar. Weitere wichtige Verkehrsadern sind die Bundesstraßen entlang der Werra, namentlich die B 19 Eisenach–Meiningen und die B 89 Meiningen–Sonneberg. Von Bedeutung sind auch die B 281 von Eisfeld nach Saalfeld und die B 62 Vacha–Bad Salzungen–Barchfeld.

### Bahn
Die erste Eisenbahnstrecke durch Südthüringen war die Werrabahn von Eisenach nach Lichtenfels im Jahre 1858. Die heutige Bahnstrecke Eisenach–Lichtenfels führt durch die Städte Bad Salzungen, Meiningen, Hildburghausen und Eisfeld. Zwischen Eisfeld und Coburg wurde sie nach dem Zweiten Weltkrieg abgebaut. Eine ebenfalls 1858 eröffnete Nebenstrecke der Werrabahn verbindet Coburg mit Sonneberg. 1874 wurde mit der Bahnstrecke Schweinfurt–Meiningen eine weitere bedeutende Bahnstrecke eröffnet. Suhl erhielt mit dem Bau der dritten wichtigen Bahnstrecke in Südthüringen, der Bahnstrecke Neudietendorf–Ritschenhausen, im Jahr 1882 einen Anschluss. Später folgten noch zahlreiche Nebenstrecken (u. a. auch die Rennsteigbahn von Suhl nach Schleusingen, die Feldabahn nach Kaltennordheim und die Ulstertalbahn von Vacha nach Geisa), die heute außer Betrieb oder stillgelegt und abgebaut sind. Auf den noch in Betrieb befindlichen Eisenbahnstrecken wird der Personenverkehr durch die Süd-Thüringen-Bahn u. a. mit dem Regionalexpress RE 50 Erfurt–Meiningen und die Erfurter Bahn mit dem Unterfrankenshuttle durchgeführt. Linien der Deutschen Bahn AG in Südthüringen sind die tagsüber im Zweistundentakt verkehrenden acht Zugpaare „Mainfranken-Thüringen-Express“ Erfurt–Würzburg sowie die Regionalexpress-Verbindung Sonneberg–Coburg–Lichtenfels–Nürnberg.

## Wirtschaft
Die wirtschaftlichen Zentren in Südthüringen bilden insbesondere die Städte Suhl (14.098 sozialversicherungspflichtige Arbeitsplätze), Meiningen (12.806), Sonneberg (10.144), Schmalkalden (8150), Bad Salzungen (9113), Zella-Mehlis (5989) und Hildburghausen (5691).
Die Stadt Sonneberg ist seit 1. Oktober 2013 assoziiertes Mitglied der Metropolregion Nürnberg.
Hauptwirtschaftszweige in der verarbeitenden Industrie sind hier die Metall- und Kunststoffindustrie (Schmalkalden, Sonneberg, Steinbach-Hallenberg, Suhl), der Maschinen- und Fahrzeugbau (Meiningen, Sonneberg), die Spielzeugindustrie (Sonneberg), die Keramische Industrie (Sonneberg) sowie die Elektrotechnik- und Hightech-Branche (Meiningen, Sonneberg, Suhl). Weitere Bedeutung hat die Jagd- und Sportwaffenfertigung in Suhl.
In der Nahrungsmittelindustrie sind die Fleisch- und Wurstwarenhersteller in Meiningen (Meininger), Schmalkalden (Thüringer Landstolz) und Suhl (Zur-Mühlen-Gruppe) hervorzuheben. Die bedeutendste Großbäckerei bildet das Backhaus Nahrstedt in Meiningen mit mehr als 400 Beschäftigten und rund 80 Filialen. Zu nennen sind weiterhin der Getränkehersteller Thüringer Waldquell in Schmalkalden, die Schüerholz GmbH Meiningen (Liköre, Rhöntropfen) und die Brauereien in Dingsleben, Schwarzbach (Auengrund), Kaltennordheim (Rhönbier) und Sonneberg (Gessner).
Im Gesundheitswesen haben das SRH Zentralklinikum Suhl mit 519 Planbetten und das Helios Klinikum Meiningen mit 441 Planbetten einen überregionalen Versorgungsauftrag. Beide Häuser bieten Krebsbehandlung, Notfallmedizin sowie neurologische, orthopädische und chirurgische Eingriffe nach neuesten Erkenntnissen. Weitere Kliniken und Fachkrankenhäuser befinden sich in Bad Salzungen (388 Planbetten), Hildburghausen (Henneberg-Kliniken, 182) sowie (Helios Fachklinik, 321), Schmalkalden (148), Sonneberg (319) und Meiningen (Geriatrische Fach- und Rehaklinik, 143) (alle Angaben ohne Tageskliniken). Die Kliniken Hildburghausen und Sonneberg/Neuhaus a.R. gehören zu einem länderübergreifenden Klinikverbund mit rund 5400 Beschäftigten.

### Bildung
Mit der Hochschule Schmalkalden mit 2.500 Studierenden und dem Fachbereich Polizei der Thüringer Fachhochschule für öffentliche Verwaltung in Meiningen mit zirka 500 Studienplätzen sind in Südthüringen zwei Hochschulen angesiedelt. Meiningen ist zudem Sitz des Berufschulzentrum Meiningen. Die Staatliche Berufsbildende Schule Sonneberg hat ein überregionales Einzugsgebiet, welches auch die angrenzenden Gebiete im Norden Bayerns umfasst. Weiter arbeitet sie mit der Universität Ilmenau und der Hochschule Coburg zusammen. Ebenfalls von überregionaler Bedeutung sind die Höhere Berufsfachschule für Gesundheits- und Krankenpflege in Suhl, die Höhere Berufsfachschule für Notfallsanitäter Meiningen (DRK), die Höhere Berufsfachschule für Gesundheits- und Pflegeberufe Meiningen (GAW) und die Staatliche Berufsbildende Schule für Gesundheit und Soziales Meiningen/Schwallungen (SBBS).

## Medien
In Südthüringen erscheinen die Zeitungen Freies Wort (FW) mit seinen Lokalausgaben, die Südthüringer Zeitung (STZ) in Bad Salzungen, der Rhön und Schmalkalden sowie das Meininger Tageblatt (MT) in Meiningen, Rhön, Grabfeld und Werratal. Zentralredaktion und Verlag für das FW und STZ befindet sich in Suhl. Das MT wird vom Verlag Meininger Mediengesellschaft (MMG) mit Sitz in Meiningen herausgegeben. Gedruckt werden alle Zeitungen seit 2017 in einem Druckhaus in Würzburg.
Weitere Medien sind unter anderem das Südthüringer Regionalfernsehen Sonneberg (SRF), Rennsteig TV Suhl, der Rhön-Rennsteig-Verlag Suhl („RennsteigBlick“, „Treffpunkt“ u. a.), das Medienzentrum Henneberger Land e. V. und die Meininger Mediengesellschaft.

## Fußball
Zu Zeiten des Bestehens des Verbandes Mitteldeutscher Ballspiel-Vereine (1900–1933) beschränkte dieser den Begriff Südthüringen auf den Raum Sonneberg/Coburg, der 1910 bis 1933 der Gauliga Südthüringen zugeordnet war, während die Gebiete um Suhl und Meiningen der Gauliga Westthüringen zugeordnet waren. In der DDR wurde, den Bezirksgrenzen entsprechend, die Fußball-Bezirksliga Suhl als dritthöchste Spielklasse für die Region etabliert. Im Thüringer Fußballverband sind die Vereine der Region im Kreisfußballausschuss Südthüringen organisiert. Das Gebiet um Bad Salzungen gehört der geografischen Lage entsprechend zum Kreisfußballausschuss Westthüringen.